# Institut Franco-Allemand de Sciences Historiques et Sociales
Das Institut Franco-Allemand de Sciences Historiques et Sociales (IFRA/SHS) (ehemals Institut Français d’Histoire en Allemagne) ist ein französisches Forschungszentrum für Geschichte und Sozialwissenschaften mit Sitz in Frankfurt am Main. Sein Vorläufer war die 1977 in Göttingen gegründete Mission Historique Française en Allemagne. Es untersteht dem französischen Außenministerium und ist an das Institut Français d’Allemagne angegliedert.

## Geschichte

### Mission Historique Française (1977–2008)
Seit den 1950er Jahren hatten Historiker ein Gegenstück in Deutschland zu dem 1958 gegründeten Deutschen Historischen Institut Paris gefordert. Doch lange herrschte in Frankreich Uneinigkeit über die Art und Form eines solchen Instituts. Vor allem die über französische Kulturinstitute geführte Außenpolitik (Institut français) trug zu einer erheblichen Verzögerung des Projekts bei. Erst in den 1970er Jahren kam es wieder zu Gesprächen über die Realisierung eines solchen Forschungszentrums. 1977 entstand schließlich auf Initiative von Robert Mandrou die Mission Historique Française (MHFA). Es wurde in das Max-Planck-Institut für Geschichte in Göttingen integriert und unterstand dem französischen Außenministerium. Nach einigen Startschwierigkeiten entwickelte sich die MHFA weiter und konnte den Diskurs zwischen deutschen und französischen Historiker und Sozialwissenschaftlern intensivieren. Es wurden viele Stipendien sowie Austausch- und Mobilitätsprogramme vergeben.
Als die Arbeit des Centre Marc Bloch in Berlin in den 1990er Jahren stark zunahm und dann schließlich 2008 das Max Planck-Institut geschlossen wurde, entschied man sich, die Struktur der MHFA zu überarbeiten.

### Institut Français d’Histoire (2009–2015)
Das reformierte Institut hatte einen neuen Namen und einen neuen Sitz: Das Institut Français d’Historie en Allemagne (IFHA) saß nun seit 2009 in den Räumlichkeiten der Johann Wolfgang Goethe-Universität in Frankfurt am Main. Außerdem wurde es in die Struktur des Institut francais d’Allemagne integriert und verschmolz somit auch mit dem Institut français Frankfurt. Seitdem übernimmt es auch einige kulturelle Aktivitäten.
Bis 2013 wurden rund 280 wissenschaftliche Veranstaltungen organisiert, 80 Werke veröffentlicht sowie mehr als 190 Vortragende eingeladen. Von 1984 bis 2013 wurden mehr als 900 Stipendiaten aufgenommen.

### Das neue Institut seit 2015
Am 1. September 2015 wurde das Institut unter neuem Namen neugegründet: Institut Franco-Allemand de Sciences Historiques et Sociales (IFRA/SHS). Dieses Institut soll der neuen Kooperation zwischen der École des Hautes Études en Sciences Sociales (EHESS), dem Ministère des Affaires Etrangères et du Développement International (MAEDI) sowie der Goethe-Universität Frankfurt (JWGU) gerecht werden.
Es gehört weiterhin zu dem Netzwerk der Institut Français in Deutschland und gehört zu den 27 vom französischen Außenministerium unterstützten Forschungszentren im Ausland.

## Aufgaben und Tätigkeiten
Zu den Aufgaben des IFRA/SHS gehören unter anderem:
- Forschung zur deutsch-französischen Geschichte in einer europäischen Dimension
- kulturelle Veranstaltungen in Verbindung mit geisteswissenschaftlichen bzw. sozialwissenschaftlichen Aktivitäten

## Direktoren
- 1977–1979: Robert Mandrou
- 1979–1985: Étienne François
- 1985–1991: Michel Parisse
- 1992–1999: Patric Veit
- seit 1999: Pierre Monnet